# Zoophthora nematoceris
Zoophthora nematoceris är en svampart som beskrevs av Balazy 1993. Zoophthora nematoceris ingår i släktet Zoophthora och familjen Entomophthoraceae.   Inga underarter finns listade i Catalogue of Life.